# Musique pour bande
En musique électroacoustique, la musique pour bande est un style musical dont le nom vient de la traduction littérale des termes anglais : Tape Music.
Genre musical créé dans les années 1950 à New York au Columbia Princeton Electronic Music Center (C.P.E.M.C.), il est souvent assimilé à la musique concrète créée en France par Pierre Schaeffer en 1948.
Si les techniques sont identiques, les modes de pensée musicale y sont malgré tout fondamentalement différentes.